# Carsten Cullmann
Carsten Cullmann est un footballeur allemand, né le 5 mars 1976 à Cologne en Allemagne. Il a effectué toute sa carrière en Bundesliga au FC Cologne comme défenseur.

## Carrière
- 1994-1996 :  SpVg. Porz 1919
- 1996-2011 :  FC Cologne[3]

## Palmarès

### Clubs
- FC Cologne
  - Champion de 2.Bundesliga en 2000 et 2005.